# João César Monteiro
Pour les articles homonymes, voir João Monteiro (homonymie) et Monteiro.
João César Monteiro, né le 2 février 1939 à Figueira da Foz et mort le 3 février 2003, Lisbonne est un cinéaste et critique de cinéma portugais auteur d'une vingtaine de films iconoclastes, où se côtoient poésie, tragique et burlesque.
La plupart des films de Monteiro ont cette spécificité qu'ils échappent à toute catégorisation : ils sont irréductibles[Quoi ?].

## Biographie
Dans les années 1960, il écrit des articles sur le cinéma pour diverses revues portugaises. En 1968, il commence le tournage de son premier court-métrage, Sophia de Mello Breyner Andresen, sur son amie la poétesse du même nom. Ce court métrage est suivi en 1970 de Qui court après les souliers d'un mort meurt nu-pieds. En 1972, il tourne Fragment d'un film-aumône puis en 1973 Que ferais-je de cette épée ?, un documentaire qui relate une manifestation ouvrière contre l'OTAN et qu'il mêle avec des scènes du Nosferatu le vampire de Murnau.
Suivent des films ayant pour base des contes et fables traditionnels du folklore portugais : Veredas, Les Deux Soldats, L'Amour des trois grenades, Le Riche et le Pauvre (O Rico e o Pobre), Sylvestre, fables que Monteiro adapte bien sûr à sa sauce.
C'est avec Souvenirs de la maison jaune, qui obtient le Lion d'argent à Venise en 1989, que l'œuvre de Monteiro prend un nouveau tournant et reçoit une reconnaissance médiatique. Dans ce film, Monteiro se met pour la première fois en scène (si l'on excepte sa courte apparition vengeresse à la fin du générique de Fragment d'un film-aumône) et crée le personnage de Jean de Dieu.
En 1992, il réalise Le Dernier Plongeon.
Dans La Comédie de Dieu (1995), on retrouve le personnage de Jean de Dieu, qui s'est lancé dans le commerce de sorbet et poursuit sa collection de poils pubiens. Des essais en Cinémascope, pour le tournage de ce film, il tire trois courts métrages : Ballade avec Johnny Guitar, Bestiaire ou le cortège d'Orphée, Lettre amoureuse. 
Avant d'achever la trilogie de Jean de Dieu avec Les Noces de Dieu en 1997, Monteiro réalise Le Bassin de J.W.  qui retrace la création de l'Inferno de Strindberg.
Il projette ensuite d'adapter La Philosophie dans le boudoir de Sade, mais considère l'entreprise comme infaisable. Il se tourne alors vers l'œuvre de Robert Walser, dont il adapte Blanche-Neige. Devant les premiers rushes, il s'aperçoit que l'image amoindrit l'intensité du texte. Il décide donc de sortir un film sans images, ce qui provoque un certain scandale au Portugal, le film étant en partie produit par des fonds publics. Monteiro prend ainsi souvent possession d'œuvres ou de fragments d'œuvres d'autres artistes et en devient le coauteur en n'hésitant pas à détruire leur unité originelle pour les transformer en une œuvre dont l'expressivité se voit ainsi renouvelée. Cela engendre des lectures nouvelles pour les spectateurs, mais ce procédé est également propice à la controverse au sein d'une critique souvent mitigée.
Il tourne ensuite Va et vient. Il meurt d'un cancer avant la sortie du film, présenté hors compétition lors du festival de Cannes 2003.

## Filmographie

### Réalisateur

#### Longs métrages
João César Monteiro est scénariste de tous ses films excepté Veredas, et acteur dans  tous ses films excepté Que ferais-je de cette épée ?.
- 1972 : Fragment d'un film-aumône, également appelé La Sainte Famille (Fragmentos de um Filme-Esmola: A Sagrada Família )
- 1975 : Que ferais-je de cette épée ? (Que Farei com Esta Espada?)
- 1977 : Veredas
- 1981 : Sylvestre
- 1986 : À fleur de mer (À Flor do Mar)
- 1989 : Souvenirs de la maison jaune (Recordações da Casa Amarela)
- 1992 : Le Dernier Plongeon (O Último Mergulho)
- 1995 : La Comédie de Dieu (A Comédia de Deus)
- 1997 : Le Bassin de J.W.
- 1998 : Les Noces de Dieu (As Bodas de Deus)
- 2000 : Blanche-Neige (Branca de Neve)
- 2002 : Va et vient (Vai~E~Vem)

#### Courts métrages
- 1969 : Sophia de Mello Breyner Andresen
- 1970 : Qui court après les souliers d'un mort meurt nu-pieds (Quem Espera por Sapatos de Defunto Morre Descalço)
- 1978 : Les Deux Soldats (Os dois Soldados)
- 1978 : L'Amour des trois grenades (O Amor das Três Romãs)
- 1978 : Le Riche et le Pauvre (A Mãe: O Rico e o Pobre)
- 1990 : Conserva acabada
- 1995 : Bestiaire ou Le Cortège d'Orphée (O Bestiário)
- 1995 : Ballade avec Johnny Guitar (Passeio com Johnny Guitar)
- 1995 : Lettre amoureuse (Lettera Amorosa)

### Acteur
- 1979 : Amour de perdition (Amor de Perdição) de Manoel de Oliveira
- 1983 : A Estrangeira de João Mário Grilo
- 1987 : Doc's Kingdom de Robert Kramer
- 1989 : Relação Fiel e Verdadeira de Margarida Gil
- 1992 : Rosa Negra de Margarida Gil
- 1992 : Paroles de Anne Benhaïem,

## Distinctions
- Prix de l'Âge d'or 1996 pour La Comédie de Dieu

### Revues

#### Trafic
- Que Dieu me vienne en aide, no 1.
- La Philosophie dans le boudoir, no 22.

#### La Barque
- N° 4. Automne / Hiver 2007, Une semaine dans une autre ville, Journal (La Barque, n° 4).
- N° 5. Automne / Hiver 2008, Boudu sauvé des eaux (La Barque, n° 5).
- N° 6/7. Hiver 2009/2010, Lettres à Belisa, 1970 (La Barque, n° 6/7).

### Étude
- « Le reflet et le double face au miroir de l’autotextualité cinématographique dans l’œuvre de João César Monteiro » sur revuecygnenoir.org.